# John Hope, V conte di Hopetoun
John Hope, V conte di Hopetoun (15 novembre 1803 – 8 aprile 1843), è stato un nobile scozzese.

## Biografia
Era il figlio primogenito di John Hope, IV conte di Hopetoun, e della sua seconda moglie, Louisa Dorothea Wedderburn.
Succedette al padre nel 1823.

## Matrimonio
Sposò, il 4 giugno 1826, lady Louisa Bosville Macdonald, figlia del tenente generale Godfrey Bosville Macdonald, III barone Macdonald, e di sua moglie, Louisa Maria la Coast. Ebbero un figlio:
- John Alexander Hope, VI conte di Hopetoun (22 marzo 1831-1º aprile 1873)

## Morte
Morì l'8 aprile 1843, a 39 anni.